# نیروهای دفاعی دانمارک
نیروهای دفاعی دانمارک (دانمارکی: Forsvaret) مجموعه نیروهای مسلح دانمارک است، که از ارتش پادشاهی دانمارک، نیروی دریایی پادشاهی دانمارک و نیروی هوایی پادشاهی دانمارک تشکیل می‌شود.
نیروهای مسلح دانمارک وظیفه دفاع از دانمارک و سرزمین‌های خودمختار آن، گرینلند و جزایر فارو را برعهده دارد. نیروهای مسلح همچنین منافع گسترده‌تر دانمارک را ترویج می‌دهد، از تلاش‌های بین‌المللی برای حفظ صلح حمایت می‌کند و کمک‌های بشردوستانه ارائه می‌دهد.
از زمان ایجاد ارتش دائمی در سال ۱۵۱۰، نیروهای مسلح در بسیاری از جنگ‌ها، که بیشتر آنها شامل سوئد بود، همچنین شامل قدرت‌های بزرگ جهان، از جمله جنگ سی ساله، جنگ بزرگ شمالی و جنگ‌های ناپلئونی، حضور داشته است.
امروزه، نیروهای مسلح شامل موارد زیر است: نیروی زمینی سلطنتی دانمارک، شاخه اصلی جنگ زمینی دانمارک؛ نیروی دریایی سلطنتی دانمارک، یک نیروی دریایی آبی با ناوگانی متشکل از ۲۰ کشتی در حال خدمت؛ و نیروی هوایی سلطنتی دانمارک، یک نیروی هوایی با ناوگان عملیاتی متشکل از هواپیماهای بال ثابت و چرخشی. نیروهای دفاعی دانمارک همچنین شامل گارد خانگی دانمارکی می‌شود. 
طبق قانون دفاع دانمارک، وزیر دفاع به‌عنوان فرمانده دفاع دانمارک (از طریق رئیس دفاع دانمارک و فرماندهی دفاع) و گارد داخلی دانمارک (از طریق فرماندهی گارد داخلی) خدمت می‌کند. کابینه دانمارک عملاً فرماندهی دفاع را برعهده دارد، هرچند نمی‌تواند نیروهای مسلح را برای اهدافی که صرفاً دفاعی نیستند، بدون رضایت پارلمان بسیج کند.